# José Donoso
Pour les articles homonymes, voir Donoso et Yáñez.
José Donoso, né à Santiago le 5 octobre 1924, et mort dans la même ville le 7 décembre 1996, est un écrivain chilien.

## Biographie
Dans les années 1940, José Donoso fait des études supérieures en pédagogie à l'université du Chili. En 1949, une bourse de la Doherty Foundation lui permet de se rendre aux États-Unis pour suivre des cours de philologie anglaise à l'université de Princeton. Au début des années 1950, il fait plusieurs voyages au Mexique et en Amérique centrale. De retour au Chili, il s'inscrit en pédagogie à l'université pontificale catholique du Chili.
Influencé par la littérature anglophone contemporaine, ses premières œuvres sont des nouvelles. En 1957, Donoso publie son premier roman, Couronnement (Coronación, en espagnol), qui dépeint la vie à Santiago. Il fait aussi partie de la « Generación de los 50 » chilienne, dont il analysera le phénomène dans Histoire personnelle du boom en 1972, définie par sa critique de la décadence de l'aristocratie de la haute bourgeoisie.
En 1966 paraît Ce lieu sans limites, roman dont l'action se situe dans un bordel perdu au fin fond du Chili et qui est une métaphore de l'enfer. Le cinéaste mexicain Arturo Ripstein l'adaptera sous le même titre en 1977.
Entre 1967 et 1981, il vit en Espagne. C'est durant cette période faste qu'il écrit son chef-d'œuvre, L'Obscène Oiseau de la nuit (El obsceno pájaro de la noche, 1970). De retour au Chili il reçoit le prix national de Littérature en 1990.
Il meurt six ans plus tard. 
José Donoso est un des grands romanciers associé au mouvement qu'on a appelé le « boom latino-américain », aux côtés de Gabriel García Márquez, Julio Cortazar ou Juan Rulfo. Il a donné sa vision du « boom », sous une forme très romanesque, dans son roman Le Jardin d'à côté (1981), où il fait référence à la célèbre agente et éditrice espagnole Carmen Balcells qu'il met en scène sous le nom de Nùria Monclùs.

## Œuvre

### Romans
- Coronación (1957) Publié en français sous le titre Le Couronnement, traduit par Guy Casaril, Paris, Calmann-Lévy, coll. « Traduit de... », 1981  (ISBN 2-7021-0395-2)
- Este domingo (1966) Publié en français sous le titre Ce dimanche-là, traduit par Mathilde et Albert Bensoussan, Paris, Calmann-Lévy, coll. « Traduit de... », 1978  (ISBN 2-7021-0255-7) ; réédition, Paris, Rombaldi, coll. « Bibliothèque du temps présent », 1981  (ISBN 2-231-00487-9) ; réédition, Paris, Le Serpent à plumes, coll. « Motifs » no 69, 1999  (ISBN 2-84261-102-0)
- El lugar sin límites (1966) Publié en français sous le titre Ce lieu sans limites, traduit par Aline Schulman, Paris, Calmann-Lévy, coll. « Traduit de... », 1974 (BNF 35234655) ; réédition, Paris, LGF, coll. « Le Livre de poche » no 5442, 1980  (ISBN 2-253-02522-4)
- El obsceno pájaro de la noche (1970)Publié en français sous le titre L'Obscène Oiseau de la nuit, traduit par Didier Coste, Paris, Éditions du Seuil, 1972 (BNF 35424443) ; réédition, Paris, Seuil, coll. « Points. Roman » no 394, 1990  (ISBN 2-02-012104-2) ; réédition, Paris, 2019, coll. Vintage, Belfond, 640 p.
- Casa de campo (1978) Publié en français sous le titre Casa de campo, traduit par Mathilde et Albert Bensoussan, Paris, Calmann-Lévy, coll. « Traduit de... », 1980  (ISBN 2-7021-0345-6)
- La misteriosa desaparición de la marquesita de Loria (1981) Publié en français sous le titre La Mystérieuse Disparition de la jeune Marquise de Loria, traduit par Mathilde et Albert Bensoussan, Paris, Presses de la Renaissance, 1981  (ISBN 2-85616-211-8) ; réédition, Paris, J'ai lu no 1439, 1983  (ISBN 2-277-21439-6)
- El jardín de al lado (1981) Publié en français sous le titre Le Jardin d'à côté, traduit par Françoise et Guy Casaril, Paris, Calmann-Lévy, coll. « Traduit de... », 1983  (ISBN 2-7021-1234-X)
- La desesperanza (1986) Publié en français sous le titre La Désespérance, traduit par Jean-Marie Saint-Lu, Paris, Presses de la Renaissance, coll. « Les romans étrangers », 1987  (ISBN 2-85616-431-5)
- Donde van a morir los elefantes (1995)
- El mocho (1997), édition posthume
- Lagartija sin cola (2007), édition posthume

### Recueils de contes et nouvelles
- Veraneo y otros cuentos (1955) Contient 7 contes : Veraneo, Tocayos, El Güero, Una señora, Fiesta en grande, Dos cartas et Dinamarquero.
- Dos cuentos, édition de 200 exemplaires, avec des gravures de Nemesio Antúnez (es)Contient El hombrecito et Ana María.
- El charleston (1960) Contient 5 contes : El charleston, La puerta cerrada, Ana María, Paseo et El hombrecito.
- Los mejores cuentos de José Donoso, Zig-Zag, (1966)Contient : Veraneo, Tocayos, El Güero, Una señora, Fiesta en grande, Dos cartas, Dinamarquero, El charleston, La puerta cerrada, Ana María, Paseo, El hombrecito, China et Santelices.
- Cuentos (1971)
- Tres novelitas burguesas (1973) Contient : Chatanooga choochoo, Átomo verde número cinco et Gaspard de la nuit. Publié en français sous le titre Trois nouvelles bourgeoises, traduit par Gérard de Cortanze, Paris, Robert Laffont, coll. « Pavillons », 1985  (ISBN 2-221-04411-8)
- Cuatro para Delfina (1982) Contient 4 courts récits : Sueños de mala muerte, Los habitantes de una ruina inconclusa, El tiempo perdido et Jolie Madame.
- Veraneo y sus mejores cuentos (1985) Contient 10 contes : Veraneo, Tocayos, El Güero, Una señora, Fiesta en grande, Dos cartas, Dinamarquero, Paseo, El hombrecito et Santelices.
- Taratuta y Naturaleza muerta con cachimba (1990), courts récits
- Nueve novelas breves (1996) Contient les récits des livres Tres novelitas burguesas, Cuatro para Delfina plusTaratuta et Naturaleza muerta con cachimba.
- Cuentos (1997), anthologie posthume

### Mémoires
- Historia personal del boom (1972)
- Conjeturas sobre la memoria de mi tribu (1996)

### Poésie
- Poemas de un novelista (1981)

### Autre publication
- Artículos de incierta necesidad (1998), sélection d'articles

### Traduction
- (es) Cet article est partiellement ou en totalité issu de l’article de Wikipédia en espagnol intitulé « José Donoso » (voir la liste des auteurs).